# Banisteriopsis cachimbensis
Banisteriopsis cachimbensis é uma espécie de planta família da Malpighiaceae nativa dos estados do Pará e Mato Grosso. Atualmente o nome correto e aceito dessa espécie é Diplopterys cachimbensis (B.Gates) W.R.Anderson & C.C.Davis.

## Taxonomia
Esta espécie é distinta por suas folhas pilosas, de formato ovato a levemente elíptico, com pecíolo com mais de 9 mm de comprimento.

## Distribuição
Ocorre nos Estados do Pará e Mato Grosso. Coletas recentes indicam a presença da espécie também em Rondônia. É um arbusto e cresce principalmente no bioma tropical úmido.

## Estado de conservação
Apesar de não apresentar distribuição muito restrita, D. cachimbensis ocorre em áreas que sofrem pressões antrópicas ligadas ao extrativismo mineral, à pecuária pelo sistema de cria, recria e corte e à agricultura perene e de subsistência, como no município de Guarantã do Norte. Suspeita-se que a AOO da espécie, assim como sua EOO, estejam em declínio e, portanto, a espécie esteja "Quase ameaçada" (NT).

#### Nível subnacional
Observações: "Em perigo" (EN), segundo a Lista de espécies ameaçadas do Pará.

#### Nível nacional
Observações: "Deficiente de Dados" (DD), segundo a Lista de espécies ameaçadas do Brasil.

## Ecologia
Arbusto de até 1,5 m de altura, ramos densos sericios-tomentosos. Folhas ovadas a elípticas, opostas ou subpostas com base corada. Flores amarelas arranjadas em umbelas composta de quatro a seis flores.